# Moisiej Kałmanowicz
Moisiej Iosifowicz Kałmanowicz (ros. Моисе́й Ио́сифович Калмано́вич, ur. 1888 we wsi Rybinskoje w guberni jenisejskiej, zm. 27 listopada 1937) – radziecki polityk, działacz partyjny, zastępca członka KC WKP(b) (1930-1937).

## Życiorys
Miał wykształcenie niepełne średnie, 1904 wstąpił do partii eserowskiej, a w czerwcu 1917 do partii bolszewickiej SDPRR(b). W latach 1914–1917 służył w rosyjskiej armii, 1917 był członkiem Komitetu Wykonawczego Frontu Zachodniego i Północno-Zachodniego Komitetu Obwodowego SDPRR(b), od 9 listopada 1917 członkiem Mińskiego Komitetu Wojskowo-Rewolucyjnego, a 1918 komisarzem aprowizacji Rady Komisarzy Ludowych obwodu zachodniego (późniejszy obwód smoleński). Od stycznia do 4 października 1918 przewodniczący Rady Komisarzy Ludowych obwodu zachodniego, członek smoleńskiego gubernialnego komitetu RKP(b), od 31 grudnia 1918 do 4 marca 1919 zastępca przewodniczącego Centralnego Biura Komunistycznej Partii (bolszewików) Białorusi, od lutego 1919 zastępca przewodniczącego Centralnego Komitetu Wykonawczego (CIK) Socjalistycznej Republiki Radzieckiej Białorusi. Od 28 lutego 1919 ludowy komisarz aprowizacji Litwy i Białorusi, od 6 marca 1919 do 5 września 1920 członek KC Komunistycznej Partii Litwy i Białorusi, od października 1919 do stycznia 1920 przewodniczący Specjalnej Komisji Aprowizacyjnej Frontu Zachodniego, od lutego 1920 do 1921 zastępca ludowego komisarza aprowizacji Ukraińskiej SRR. Do 1922 przewodniczący Syberyjskiego Komitetu Aprowizacyjnego, od kwietnia do grudnia 1922 ponownie zastępca ludowego komisarza aprowizacji Ukraińskiej SRR, od grudnia 1922 do kwietnia 1923 przewodniczący Zarządu Wszechukraińskiego Związku Spółdzielczego, od 7 lipca 1923 do 31 maja 1924 ludowy komisarz aprowizacji RFSRR, równocześnie zastępca ludowego komisarza aprowizacji ZSRR, 1924-1927 przewodniczący Zarządu Sacharotrustu, a 1927-1928 przewodniczący Zarządu Banku Przemysłowego ZSRR. Od 19 grudnia 1927 do 26 czerwca 1930 członek Centralnej Komisji Kontrolnej WKP(b), 1928 członek Kolegium Ludowego Komisariatu Inspekcji Robotniczo-Chłopskiej ZSRR i kierownik grupy tego komisariatu, od czerwca 1928 do grudnia 1929 przewodniczący Zarządu Ziernotrustu, od grudnia 1929 do października 1930 zastępca ludowego komisarza rolnictwa ZSRR. Od 13 lipca 1930 do 25 czerwca 1937 zastępca członka KC WKP(b), od 18 października 1930 do 4 kwietnia 1934 przewodniczący Zarządu Banku Państwowego ZSRR, równocześnie od listopada 1930 do 4 kwietnia 1934 zastępca ludowego komisarza finansów ZSRR, od 4 kwietnia 1934 do 11 kwietnia 1937 ludowy komisarz sowchozów zbożowych i hodowlanych ZSRR.
11 czerwca 1937 aresztowany, 27 listopada 1937 skazany na śmierć przez Kolegium Wojskowe Sądu Najwyższego ZSRR "za szkodnictwo, terroryzm i działalność kontrrewolucyjną" i rozstrzelany. 19 maja 1956 pośmiertnie zrehabilitowany.